# بانغرانغ
«بانغرانغ» هي أغنية من قبل منتج الموسيقى الإلكترونية الأمريكية سكريليكس. أصدرت كأغنية منفردة من أسطوانته المطولة التي تحمل نفس الاسم. تتضمن غناء راب ضيف من سيراه. «بانغرانغ» تستخدم غناء راب سيراه «تشابد أب» أثناء الأغنية.
تلقت الأغنية آراء إيجابية من النقاد عموما، الذين استمتعوا بصوت المتعة الطبيعي. أصبحت الأغنية من أفضل الأغاني المنفردة التي حققت نجاحا تجاريا حتى الآن، مخططات بيانية عبر الولايات المتحدة والمملكة المتحدة وأستراليا والنمسا وفرنسا ونيوزيلندا والنرويج والسويد. تم نشر أغنية مصورة لأول مرة في 16 فبراير 2012 عبر قناة يوتيوب الرسمية. تلقت «بانغرانغ» البث في بعض محطات راديو موديرن روك.

## قائمة التشغيل
| 1. | "بانغرانغ" (متضمنة سيراه) | 3:35 |

## المخططات البيانية والشهادات

### الأداء التجاري
لقد رسمت في الأغنية في بلدان متعددة في جميع أنحاء العالم متضمنة أستراليا والنمسا وبلجيكا وكندا وفينلاندا وفرنسا وهولندا والنرويج ونيوزيلندا والسويد والمملكة المتحدة والولايات المتحدة. في أستراليا حققت الأغنية نجاحاً تجارياً، وصولاً إلى أفضل 5 من خلال أريا تشارتس في حين مضى أكثر من 20 أسبوع ضمن أفضل 50. كما تم إعتماد 4x بلاتينيوم من قبل جمعية صناعة التسجيلات الأسترالية.